# Ayres Sensory Integration
Ayres Sensory Integration är en arbetsterapimodell som arbetar med hur hjärnan bearbetar sensorisk information, för att kunna användas för lärande, känslor, beteenden. Metoden innefattar teori, bedömning, mönster av sensorisk integration, praxis dysfunktion, interventionsbegrepp, principer och tekniker.

## Bakgrund
I början av 1960-talet arbetade Dr Anna Jean Ayres systematiskt med hur hjärnan bearbetar sensorisk information, för att kunna användas för lärande, känslor, beteenden. hon utvecklade denna metod som kan användas av arbetsterapeuter som är utbildat sig i modellen och modellen används över hela världen.

## Sensorisk integration
När ett barn har inlärningssvårigheter och beteendestörning kan det bero på dålig sensorisk integration i hjärnan. Sensoriskt integrativa funktioner är vanligt bland barn över hela världen. De kan leda till att normalbegåvade barn får inlärningssvårigheter i skolan och de leder till beteendestörningar hos vissa av barnen, trots att barnet har bra föräldrar och bra social uppväxt. Sensoriska integrationen sker automatiskt hos de flesta personer och vi har därför en benägenhet att ta den för given, på samma sätt som att vi tar matsmältningen och hjärnverksamheten för givna. Om man inte har så allvarliga störningar med det sensoriska integrativa funktionerna så blir det ofta förbisett av andra som inte är kunniga inom omorådet.
Sensorisk integration är en gruppering av sinnesintryck som ska användas som hörsel, smak, lukt, syn, taktila, proprioceptiva och vestibulära ”balans”. Sinnen informerar oss om kroppens fysiska tillstånd och om den värld vi lever i. Det sker ett konstant flöde av sinnesintryck till vår hjärna och då inte bara från ögon och öron, utan från hela kroppen. Det kan vara att man lär sig olika beteenden eller en anpassad reaktion. Sensorisk integration gör så att olika delar av nervsystemet samarbetar tillsammans så att personen kan interagera med omgivningen på ett effektiv och tillfredsställande sätt.

## Diagnos
Idag (2014) finns det inget sätt att mäta tänkbara störningar i hjärnan, för en störning i de sensorisk integrativa funktionerna är inte som en medicinsk åkomma. Man kan inte lika lätt göra en renodling av de sensoriska integrativa funktionerna. Det man kan göra är att observera barnets rörelser i det dagliga livet och använda diagnostiska test för att mäta sensoriska integrationsförmågan och genom det försöka göra en bedömning av hjärnans funktion. Det är svårt att se märkbara skillnader hos en person med god sensorisk integration och en som har sämre sensoriska integration, man måste vara en god tränad iakttagare för att kunna se det.

## Användning
När det uppstår problem i bearbetningen av sensorisk information och det stör barnets förmåga att utföra eller att delta i åldersanpassade aktiviteter så kan en arbetsterapeut använda sig av Ayres Sensory Integration som en metod för att försöka finna lösningen på problemet. Vid användningen av modellen måste terapeuten lita på deras förståelse av det dynamiska samspelet mellan det sensoriska systemet för att begripa de bakomliggande orsakerna varför ett barn tampas med att uppnå dennes kompetens i aktivitetsengagemang. Om man misstänker att barnet har brister i Sensoriska integrationen så kan en terapeut som är utbildad, administrera sensorisk integration och praxis tester för att fastställa de områden som är problematiska för barnet. Om resultatet tyder på att barnet har underliggande problem med att bearbeta sensorisk information rekommenderar arbetsterapeuten att man använder sig av modellen. Modellen används då man har utvärderat barnets aktivitetsförmåga och ser att barnet har brister i sensorisk bearbetning. Den bästa metoden för att ta itu med bristerna i sensoriska bearbetningen, enligt Bodison, är att använda sig av ASI-metoden.
När en utvärdering av barnet är klart kommer arbetsterapeuten utforma en interventionsplan som syftar till att förbättra barnets förmåga att utföra aktiviteter. Man använder sig av versibulära, proprioceptiva och taktila sinnesintryck med försiktighet för att kunna hjälpa barnet att utveckla en grund för sensorisk bearbetning för att sedan kunna utveckla deras funktionella färdigheter. När arbetsterapeuten använder sig av interventionstekniker så kommer flera centrala element in. Några av de centrala delarna är:
- Att man användermodellen i en miljö som är rik på taktila, proprioceptiva och vestibulära möjligheter som skapar både fysisk och känslomässig trygghet för barnet.
- Alla terapeutiska aktiviteter är anpassade till barnet och terapeuten finns där som stöd.
- Aktiviteterna kommer att utmana barnet att utveckla sina idéer om vad som ska göras och man låter barnet sedan planera idéerna och genomföra planen.
- Många aktiviteter kommer att främja balansen och hållningen och kan innefatta användningen av olika specialutrustningar som bollar, skotrar och upphängda anordningar exempelvis gungor.[3]

Neurovetenskapen visar att formbarheten i nervsystemet finns genom hela vuxenlivet. I kliniska rapporter där vuxna har deltagit visar det att modellen har gett dem en förbättrad motorik, självkänsla och social delaktighet. Men interventionen kan se annorlunda ut för vuxna personer eftersom det har fler och andra roller än vad barn har och måste prestera på ett annat sätt.

## Evidens
Sensorisk integration är ett ämne som det fortfarande forskas om inom arbetsterapi och flera studier ger ett gott stöd för användningen av modellen som intervention för att kunna förbättra aktivitetsutförandet.